# Любомудровка
Любому́дровка (укр. Любомудрівка) – село, расположенное на территории Борзнянского района Черниговской области (Украина). Расположено в 12 км на юго-запад от райцентра Борзны. Население — 126 чел. (на 2006 г.). Адрес совета: 16400 Черниговская обл., Борзнянский р-он, г. Борзна, ул. П.Кулиша, 107 , тел. 2-13-44.

## Люди
- Татьяна Ивановна Ткаченко (родилась в 1959 году в Любомудровке) — известный украинский учёный.